# Mirko Galić
Mirko Galić (Piramatovci, 23. siječnja 1945.) je hrvatski novinar i diplomat.
Mirko Galić rođen je 23. siječnja 1945. u Piramatovcima nedaleko od Šibenika. Osnovnu je školu završio u Skradinu, a gimnaziju u Krku. Diplomirao je 1969. na Fakultetu političkih znanosti Sveučilišta u Zagrebu.
U razdoblju od 1968. do 1980. radio je u »Vjesniku« kao reporter i komentator, a 1977. bio je i član uredništva »Vjesnika u srijedu«. Od 1980. do 1984. boravi u Parizu kao dopisnik »Vjesnika« i »Večernjeg lista«, a od 1985. do 1988. glavni je urednik tjednika »Danasa«.
Od 1988. do 1997. ponovno je dopisnik »Vjesnika« i »Večernjeg lista« iz Pariza te se u to doba potvrdio kao temeljit analitičar i pažljiv kroničar francuskih događanja. Svojim prilozima i komentarima o problemima vezanim uz postjugoslavensku krizu, položaj Hrvatske, ali i razvoj Europe, redovito se iz Pariza javljao i u programima Hrvatskoga radija i televizije.
Godine 1997. bio je suosnivač Foruma 21, hrvatske Udruge novinara elektroničkih medija. Iste godine postao je članom Uprave HRT-a, ali u veljači 1999. podnio je ostavku na tu dužnost zbog blokade u transformaciji HRT-a u javnu televiziju i neslaganja s programskom i uređivačkom politikom. Od rujna iste godine postaje direktorom izdavačkog sektora Europapress holdinga i glavni urednik tjednika »Globusa«. Na televiziju se vraća 2000. kada ga Sabor imenuje glavnim ravnateljem HRT-a i na toj dužnosti ostaje sve do travnja 2007. kada je imenovan hrvatskim veleposlanikom u Francuskoj, pri UNESCO-u i Monacu.
Od 1. siječnja 2013. pa do promjene vlasničkog modela koncerna bio je savjetnik Ivice Todorića u Agrokoru.

## Djela

### Autorske knjige
- Hrvatska - zemlja i ljudi (na hrv., engl., njem. i tal. jeziku)
- Motovun 1988.
- Politika u emigraciji, NZ Globus, Zagreb 1990.
- Zrcalo nad Hrvatskom (Pariški razgovori 1992-1993), Nedjeljna Dalmacija, Split 1994.

### Uredničke knjige
- Leksikon radija i televizije, HRT i Naklada Ljevak, Zagreb, 2016.2, ISBN 978-953-303-912-1

## Nagrade i priznanja
Godine 1988. Hrvatsko novinarsko društvo dodijelilo mu je Godišnju nagradu.
1993. je dobio nagradu za životno djelo u novinarstvu nagradu "Otokar Keršovani".
Odlikovan je Redom Danice hrvatske s likom Antuna Radića (1995.).